# Marcilly-en-Bassigny
Marcilly-en-Bassigny is een gemeente in het Franse departement Haute-Marne (regio Grand Est) en telt 234 inwoners (1999). De plaats maakt deel uit van het arrondissement Langres.

## Geografie
De oppervlakte van Marcilly-en-Bassigny bedraagt 19,8 km², de bevolkingsdichtheid is 11,8 inwoners per km².
De onderstaande kaart toont de ligging van Marcilly-en-Bassigny met de belangrijkste infrastructuur en aangrenzende gemeenten.

## Demografie
Onderstaande figuur toont het verloop van het inwonertal (bron: INSEE-tellingen).